# Metrostation Kwangbok

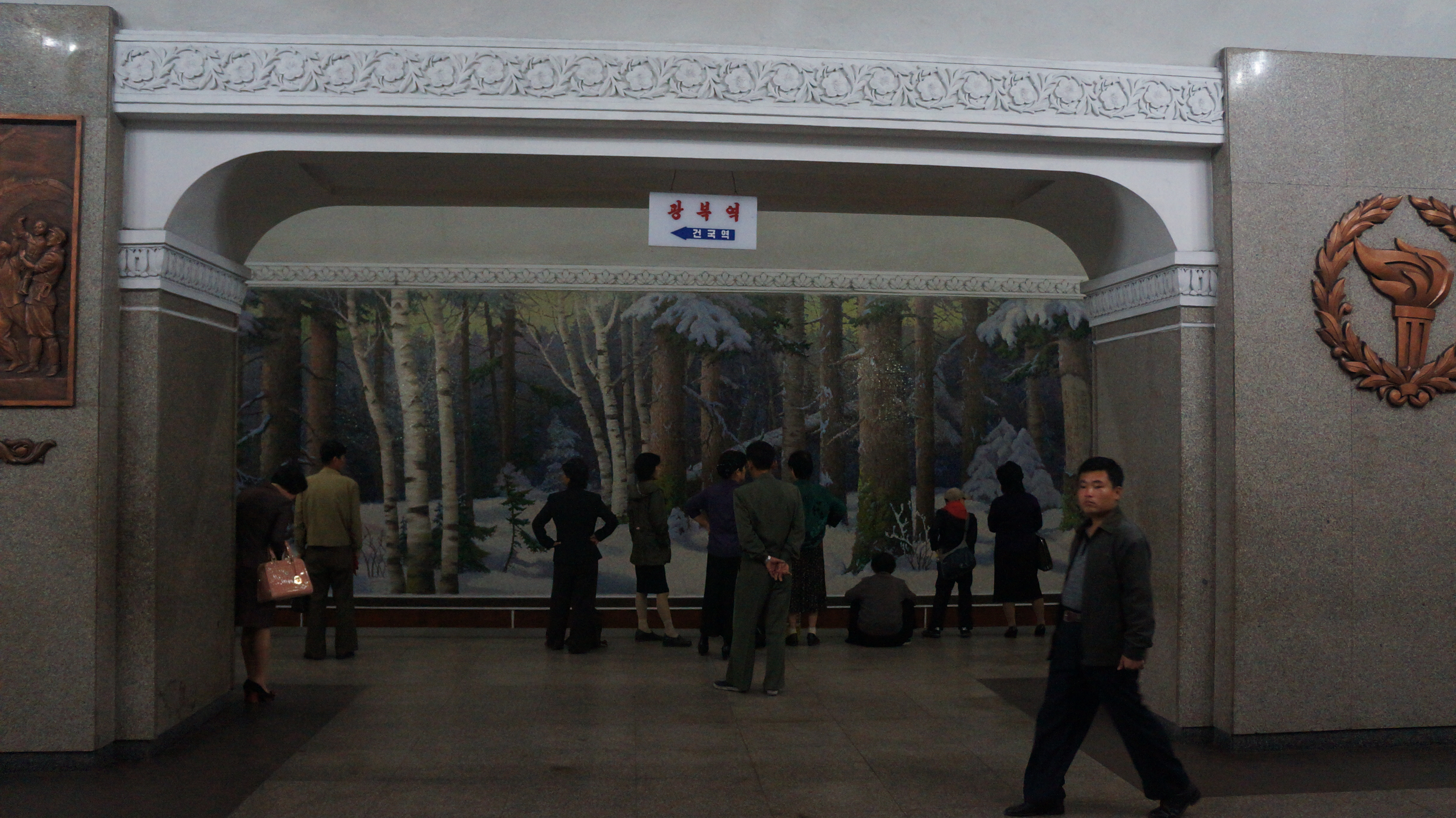
Metrostation Kwangbok

Die Metrostation Kwangbok (koreanisch 광복역 Gwangbog-yeog) ist ein Endbahnhof der Hyŏksin-Linie der Metro Pjöngjang, der Hauptstadt Nordkoreas. Sie wurde am 9. September 1978 eröffnet.
Der Bahnhof verfügt über eine goldene Statue von Kim Il-sung sowie Wandgemälde über Korea unter japanischer Herrschaft. Eines davon, mit einer Größe von 70 × 4 Metern, trägt den Titel „See Samji im Frühling“.
Die Station hat einen Mittelbahnsteig.